# La viuda negra
La viuda negra est une télénovela produite par RTI Producciones et par Televisa pour Univisión et pour caracol Televisión. Elle est adaptée du livre La patrona de Pablo Escobar de José Guarnizo basé sur la biographie de Griselda Blanco.

## Synopsis
Griselda Blanco est une femme qui, adolescente, est violée à plusieurs reprises par son beau-père. Elle décide alors de partir de chez elle parce que sa mère ne la croit pas. Griselda se joint à une bande de criminels afin de survivre.

## Distribution
| Acteur                | Rôle                             |
| --------------------- | -------------------------------- |
| Ana Serradilla        | Griselda Blanco "La viuda negra" |
| Julián Román          | Richi                            |
| Ramiro Meneses        | Sugar                            |
| Juan Pablo Gamboa     | Norm Jones                       |
| Eileen Moreno         | Griselda Blanco (jeune)          |
| Lucho Velasco         | Robayo                           |
| Margarita Reyes       | Celia                            |
| Alex Gil              | Killer                           |
| Francisco Bolívar     | Agente García                    |
| Jenny Osorio          | Juliana                          |
| Emilia Ceballos       | Katty                            |
| Katherine Porto       | Susana                           |
| Tiaré Scanda          | Ana                              |
| Mauricio Mejía        | Pablo Escobar                    |
| Viviana Serna Ramirez | Karla                            |
| Federico Rivera       | José                             |
| Camilo Wilson         | Cejas                            |
| Luis Fernando Montoya | Enzo                             |
| Norma Nivia           | La Alemana                       |
| Ana Soler             | Señora Restrepo                  |
| Ilja Rosendahl        | State Attorney                   |